# Липецкое городище
Ли́пецкое городи́ще — археологический памятник на территории города Липецка. Представляет собой многослойное поселение с культурными остатками бронзовой и раннежелезной эпох, золотоордынского (XIII—XIV века) и позднерусского (XVIII—XX века) периодов. Расположено на округлом останце коренной террасы в Каменном Логу.
В 1901 году членами Тамбовской учёной архивной комиссии сообщается о первых археологических находках на городище. В XIX и начале XX века некоторые исследователи ошибочно связывали поселение на месте Липецка с упомянутым в летописях городом Липовичском, столицей одноимённого княжества. Археолог В. П. Левенок, исследовавший городище в советские годы, выявил здесь материалы IX—X и XII—XIII веков. Последователям Левенка, однако, не удалось подтвердить его выводы. Современные археологи отмечают наличие в культурном слое городища керамики XIII—XIV веков и более поздней.
4 декабря 1974 года постановлением Совета министров РСФСР Липецкое городище поставлено под охрану как памятник археологии республиканского значения. 
На территории Липецкого городища установлен памятный знак с надписью: «Липецкое городище. Памятник археологии XIII века. Состоит под охраной». 
Повторные исследования, подтвердившие большое научное значение памятника, проводились Верхне-Донской археологической экспедицией в 1975 и в 1983 годах; впоследствии раскопки проводились в 1989 и 1998 годах. Все эти раскопки, а также комплексное исследование группы учёных ИРИ РАН привели к одним и тем же выводам: никаких следов домонгольского поселения на городище не обнаружено.
В 80-е годы местные власти активно поддерживали идею краеведов превратить Городище в парковую зону и одновременно в музей под открытым небом. За несколько лет планировалось предоставить жителям частного сектора новые благоустроенные квартиры, а ветхие домишки снести. На их месте проложить вымощенные булыжником улицы, возвести стилизованные под старину крепостные стены и сторожевые башни, бревенчатые терема и глинобитные избы, ветряные и водяные мельницы, пекарни и кузницы, мастерские народных промыслов и сувенирные лавки. И массу харчевен и трактиров, медовушечных и водочных, блинных и пирожковых. Однако эта идея так и осталась витать в воздухе. Сегодня археологический памятник сохранился лишь на тех клочках земли, которые не успели застроить домами.